# Xu Mengtao
Xu Mengtao (n. 12 iulie 1990, Anshan⁠(d), Republica Populară Chineză) este o sportivă ce a reprezentat Republica Populară Chineză, medaliată olimpică. A participat la 3 ediții ale Jocurilor Olimpice (2010, 2014, 2022) în care a câștigat o medalie de aur și o medalie de argint.